# Joaquim Danés i Llongarriu
Joaquim Danés i Llongarriu (Olot, 1923-2001) fou un metge i escriptor català. Fill del metge i historiador olotí Joaquim Danés i Torras, exercí de metge com el seu pare. Es donà a conèixer com a escriptor col·laborant periòdicament a la premsa local. És autor del llibret Els nostres morts i els nostres cementiris (1963) - que recull diverses notes històriques sobre els antics i actuals cementiris d'Olot - i les memòries Del carrer de la Proa a l'examen d'estat. Com a traductor, feu una versió al català de la sarsuela nadalenca El Nacimiento del Salvador, o la Redención del Esclavo, d'Antoni Molins i Gelada i Ignasi Rubió.
En la seva vessant política i catalanista, fou regidor de l'Ajuntament d'Olot per Esquerra Republicana de Catalunya durant els anys 1979-1983.

## Obra[4]
- 2004 - Del carrer de la Proa a l'examen d'estat: memòries[2] ISBN 8493262447
- 1985 - Danésjordi. Fotografies: Joan Iriarte i Ibarz. ISBN 8486147301[5]
- 1980 - Els pastorets d'Olot: sarsuela nadalenca en quatre actes i en vers. En lliure versió catalana de Joaquim Danés i Llongarriu.[6][3]
- 1978 - Les timbes "dels Catòlics"
- 1969 - Una breu història de les institucions sanitàries olotines
- 1965 - L'església de la Mare de Déu del Tura d'Olot. Basat, principalment, en un treball inèdit del seu pare, Joaquim Danés i Torras
- 1963 - Els nostres morts i els nostres cementiris.[7]